# Escuela de Posillipo

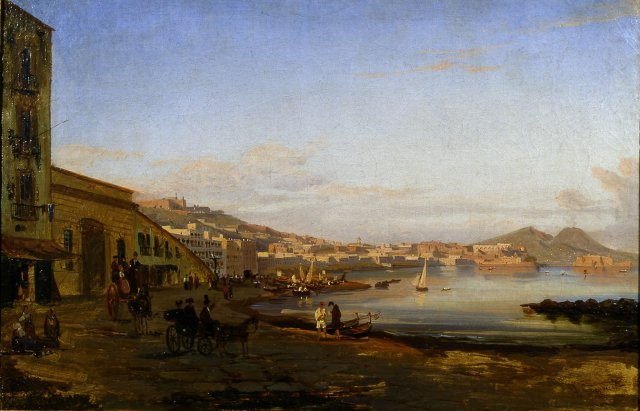
La Marina di Posillipo de Giacinto Gigante.

Por escuela de Posillipo se designa a un grupo de artistas dedicados exclusivamente a la pintura del paisaje, reunidos en Nápoles en la segunda década del siglo XIX, primero en torno a Anton Sminck van Pitloo y posteriormente en torno a Giacinto Gigante.

## Historia
El nacimiento de este grupo fue ratificado por una célebre definición de Pasquale Villari, quien en 1867 escribió:

La belleza del clima, los estupendos paisajes que rodean Nápoles y los numerosos forasteros que piden siempre algún recuerdo en pintura, habían hecho surgir a un cierto número de artistas, los cuales, como con desprecio, eran llamados por los académicos escuela de Posillipo, por el lugar en el que vivían para estar más cercanos a los forasteros. Originalmente no hacían más que copiar vistas, pero los ingleses tienen generalmente mucho gusto por estas obras, los juzgan y los pagan bien. Fue por tanto necesario mejorar, y la escuela de Posillipo progresó y creció en número.
Pasquale Villari

La escuela nació en torno al 1820, cuando el taller de Anton Sminck van Pitloo, un vedutista holandés que vivía en Nápoles desde 1816, uno de los primeros que pintó al aire libre, se convirtió en lugar de encuentro y aprendizaje para jóvenes pintores. En el decenio 1825-1835 se reunieron los artistas pertenecientes a la primera generación de la escuela, como Achille Vianelli, Gabriele Smargiassi, Teodoro Duclère, Vincenzo Franceschini, Beniamino De Francesco, Alessandro Fergola y Pasquale Mattej.
Junto a los alumnos de la escuela se había formado un grueso número de seguidores, constituido por enteros núcleos familiares: los «Carelli», con el padre Raffaele y sus tres hijos Consalvo, Gabriele y Achille; los «Fergola», con el fundador Luigi, sus dos hijos Salvatore y Alessandro, y Francesco, hijo de Salvatore; los «Witting» con Teodoro, grabador, consuegro de Giacinto Gigante y sobre todo su hijo Gustavo; y finalmente los «Gigante» con Giacinto, Gaetano (padre de Giacinto), Emilia, Achille y Ercole. Precisamente tras la muerte de Pitloo, Giacinto Gigante tomó durante algunos años las riendas de la escuela, convirtiéndose, con sus atmósferas luminosas casi líquidas, en parte gracias a la técnica de la acuarela, uno de sus mayores intérpretes.

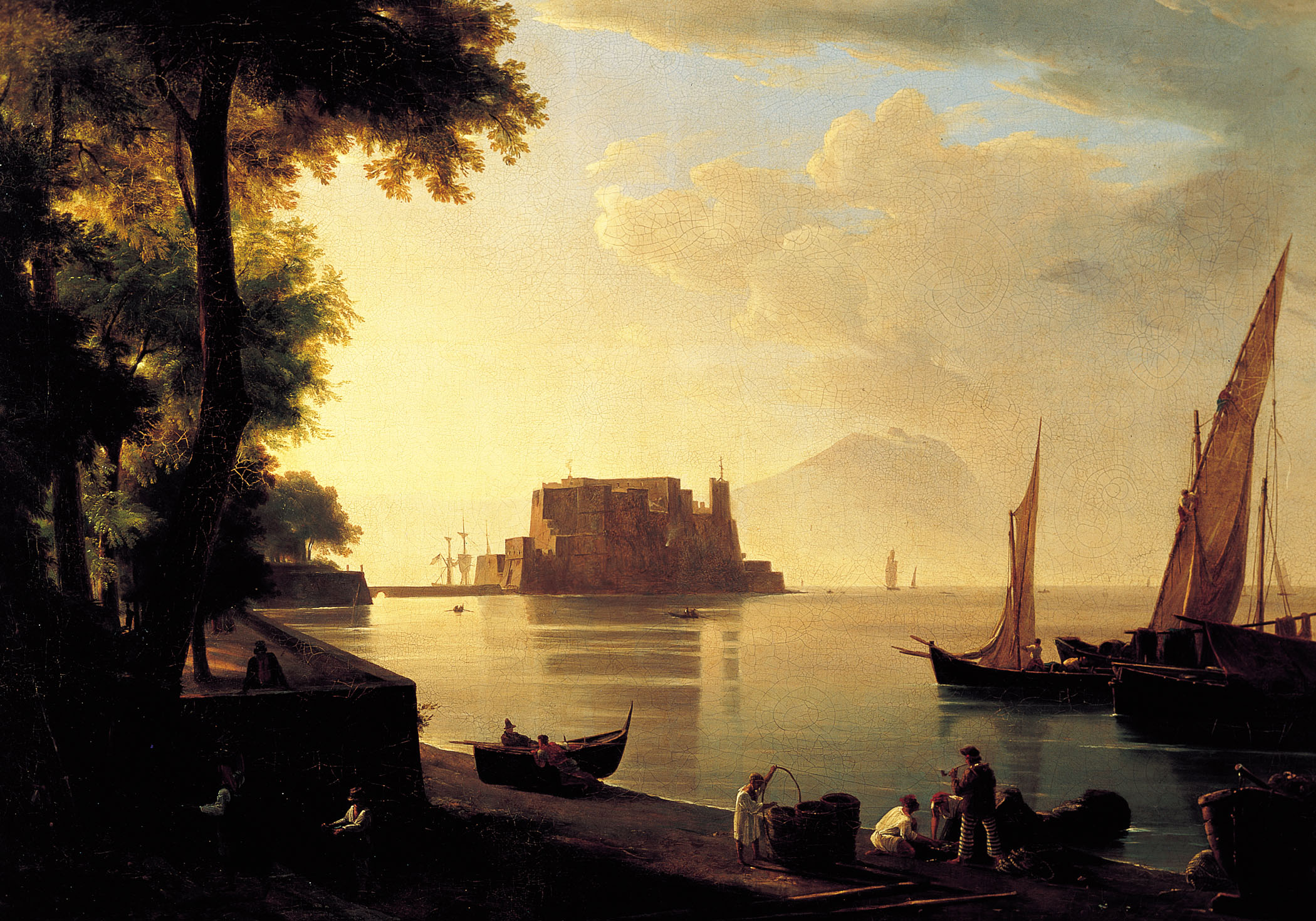
Castel dell'Ovo desde la playa, de Anton Sminck van Pitloo.

En su primera fase la escuela se basó en el paisaje de ascendencia pintoresca, pero centrándose sobre todo en los valores líricos y cargando el paisaje con estados de ánimo románticos. La pintura de paisaje, considerada un género menor, paradójicamente gracias a esta «falta de estima» podía gozar de mayor libertad respecto a otros géneros, al liberarse de los vínculos académicos y demostrar una continua actualización a las tendencias europeas. Será precisamente la escuela de Posillipo la más influida por los artistas extranjeros presentes en Nápoles, sobre todo William Turner, presente en la ciudad entre el 1819 y el 1828, con la fuerza de su luz, pero también Camille Corot, representante del nuevo paisaje francés de la Escuela de Barbizon, el austriaco Joseph Rebell, intérprete de un paisaje luminoso, Johan Christian Dahl, autor de vistas napolitanas de vivaz expresividad, y finalmente el belga Frans Vervloet, relevante sobre todo en la fase formativa de la escuela.
De la escuela, que fue muy apreciada también por Giovanni Marchini, tomaron las riendas Achille Vertunni y los hermanos Filippo y Giuseppe Palizzi. La segunda fase de la escuela, posterior a los años treinta del siglo, vive sin embargo una cierta repetitividad de esquemas y la acentuación de un gusto de algún modo oleográfico, un legado que será recogido por la tarjeta postal ilustrada, por artistas como Guglielmo Giusti y Alessandro La Volpe.